# 鞍手駅
鞍手駅（くらてえき）は、福岡県鞍手郡鞍手町大字小牧にある、九州旅客鉄道（JR九州）筑豊本線（福北ゆたか線）の駅である。駅番号はJC22。駅関連施設は、鞍手町が保有しており、指定管理者制度により、JR九州が駅の管理・運営を行っている。常設駅としては国鉄からJRへ分割されて最初に開業した駅でもある。

## 歴史
室木線の廃止に伴い旧鞍手駅を始めとした町内所在の駅を全て失った鞍手町が、室木線廃止と引替えに当時同町を通りながらも駅が無かった筑豊本線に新駅を設置すべく請願を行い、結果的に室木線廃止の2年後、1987年に当駅が開業した（現在当駅は鞍手町唯一の鉄道駅）。
鉄道廃止の際、運輸省（現・国土交通省）から1km当たり3000万円の転換交付金が受けられるが、この駅はその室木線の転換交付金で作られており、その費用はほぼ1km分に相当する約3000万円である。

### 年表
- 1987年（昭和62年）
  - 2月2日：着工[6]。
  - 7月1日：無人駅として開設[2]。
- 2000年（平成12年）12月23日：自動改札機を設置し、供用開始[7]。
- 2004年（平成16年）7月1日：簡易委託駅から有人化、業務委託駅となる。
- 2009年（平成21年）3月1日：ICカード「SUGOCA」の利用が可能となる[8]。
- 2011年（平成23年）10月1日：当駅前発着の路線バス（鞍手町コミュニティバス）が増便。当駅前を経由しない西鉄路線バスとの接続（乗換）改善と鞍手町内における公共交通空白地帯解消による当駅利用客の利便性向上を目的とした「ゾーンバス」開始[9]。
- 2017年（平成29年）3月4日：新入駅以北の10駅と共に駅遠隔案内システム（Smart Support Station）「ANSWER」の導入に伴い無人駅化[10][11]。
- 2022年（令和4年）9月22日：遠賀川橋梁下り線補修工事による中間駅 - 当駅間を単線として暫定運行。

## 駅構造
単式ホーム2面2線を有する地上駅。かつて炭鉱からの石炭輸送で栄えていたころ、現在の複線の内側にもう1本線路が敷かれた複単線構造だった名残で上下線間幅（分離帯）が広いため、当駅ホームは相対式や島式では無く西側から見てホーム、線路、ホーム、線路の順に並ぶ特異な配置（1面1線ホームを並列配置した形）となっている。駅本屋は西側のホームの西、階段を降りたところに置かれており、二つのホームの中程を一本の跨線橋が結んでいる（車いす用エレベータは無し）。
無人駅であり、簡易自動券売機および簡易SUGOCA改札機が設置されている。SUGOCAの利用が可能であるが、カード販売は行わずチャージのみ取扱う。2004年までは簡易委託駅であった。
当駅構内の中間寄りには筑前中山炭鉱（筑前中山駅）への石炭輸送用引込線分岐点だった「小牧信号場」がかつて存在し、現在でもその線路跡が上下線間に残っている。

### のりば
| のりば | 路線         | 方向 | 行先             |
| ------ | ------------ | ---- | ---------------- |
| 1      | 福北ゆたか線 | 上り | 折尾・若松方面   |
| 2      | 福北ゆたか線 | 下り | 直方・新飯塚方面 |

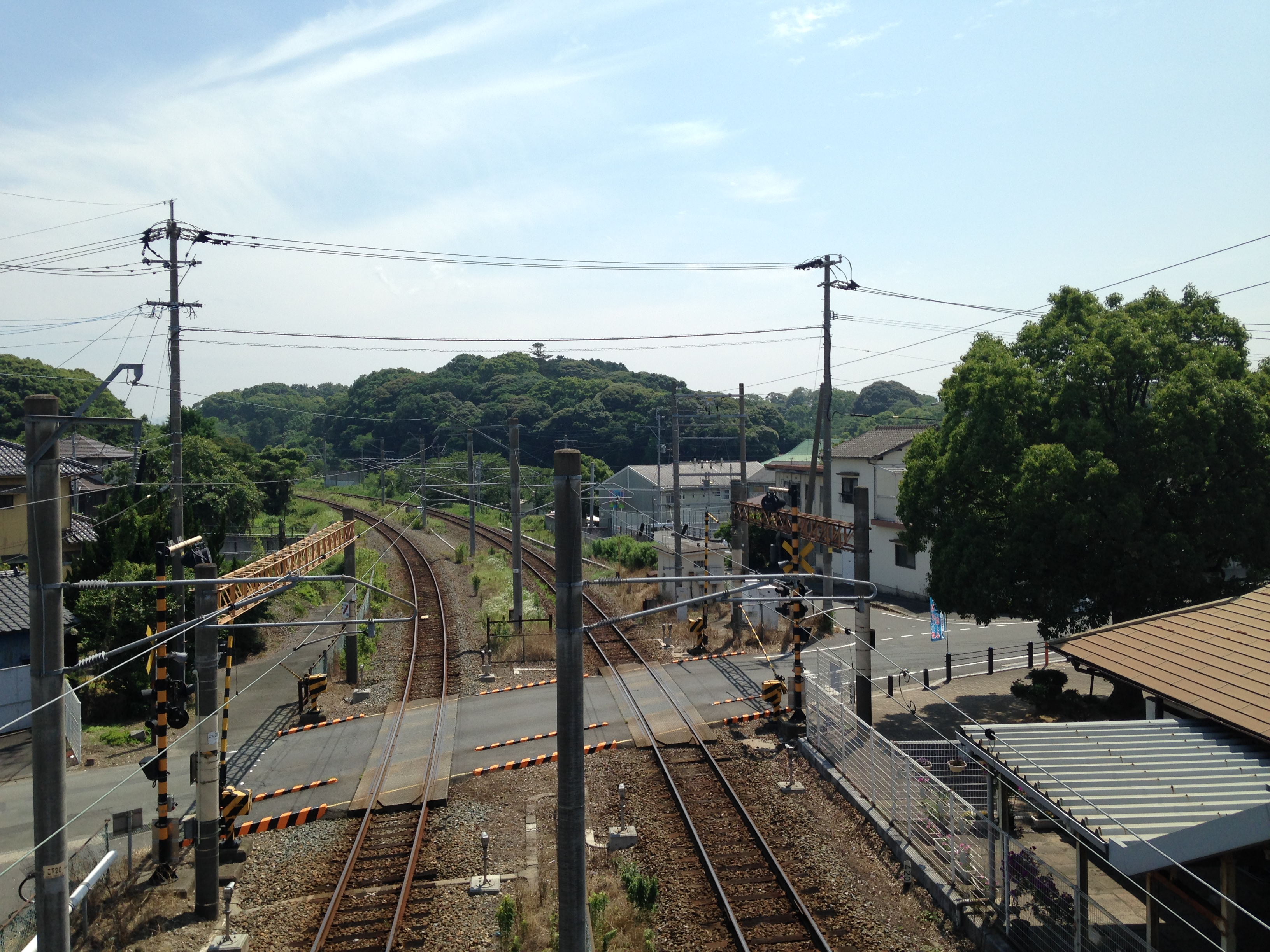
跨線橋から見たホーム（2016年6月）
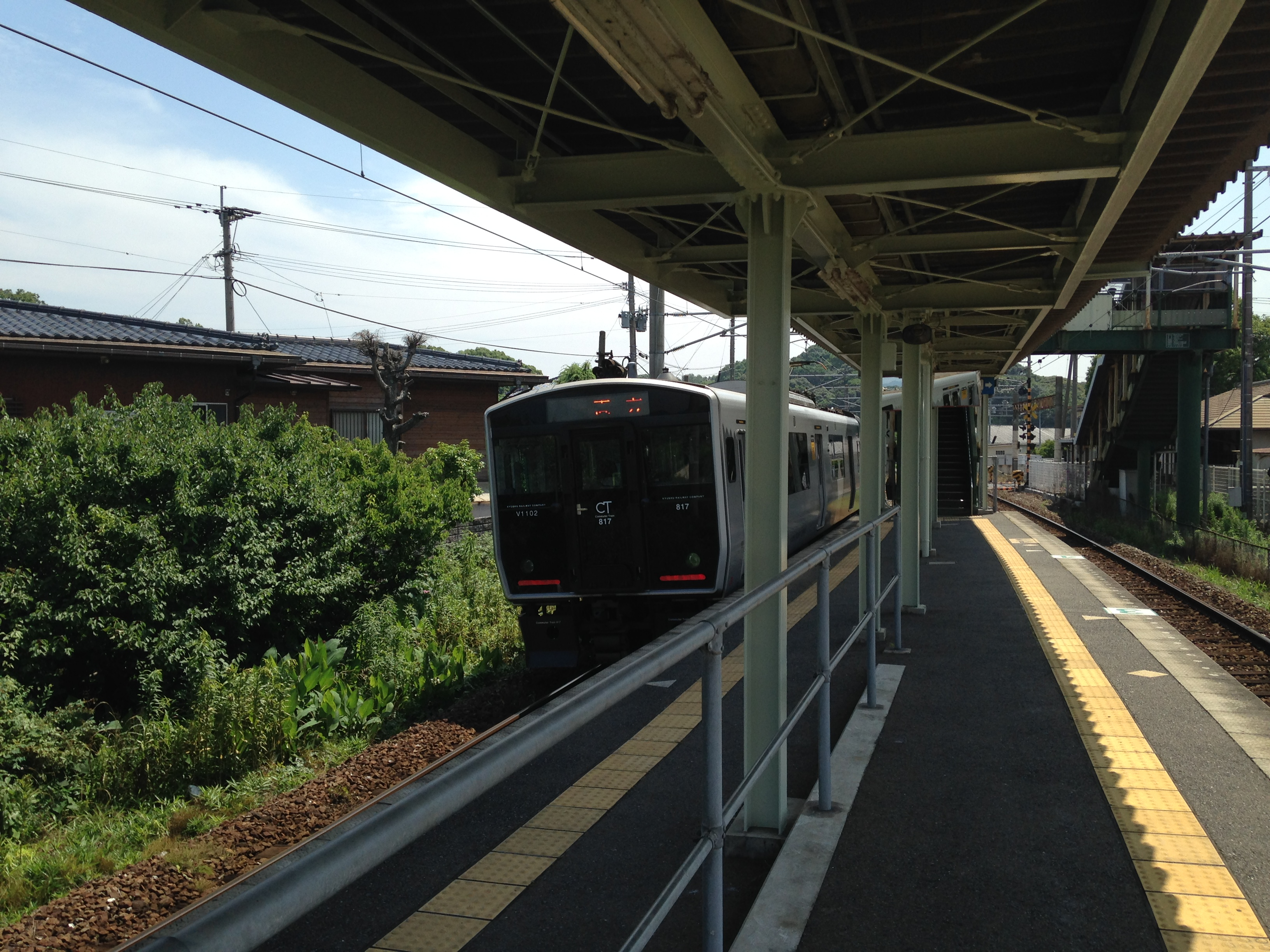
ホーム（2016年6月）

## 停車列車
2001年10月6日に当駅を含む区間が電化開業し、筑豊本線運転系統は「福北ゆたか線」・「若松線」・「原田線」へと3分割された。これに伴い、博多駅及び小倉駅まで（ごく一部は門司港駅や下関駅まで）乗換無しで利用可能（但し朝夕が中心で日中は直方止まりや折尾止まりの便が多い）となったが、以前運行されていた原田方面への直通便の廃止により桂川駅での乗換が必要となり、若松方面へは朝の一部直通便を除き折尾駅で乗換が必要となった。しかし2017年3月4日ダイヤ改正でBEC819系電車（通称・DENCHA）が投入され大半の列車が若松線へ直通運転するようになった。

## 利用状況
2020年（令和2年）度の1日平均乗車人員は530人であり、JR九州の駅としては第209位である。
近年の1日平均乗降人員及び乗車人員は以下の通り。
| 年度               | 1日平均 乗降人員 | 1日平均 乗車人員 |
| ------------------ | ---------------- | ---------------- |
| 2009年（平成21年） | 1,582            |                  |
|                    |                  |                  |
| 2016年（平成28年） |                  | 740              |
| 2017年（平成29年） |                  | 726              |
| 2018年（平成30年） |                  | 731              |
| 2019年（令和元年） |                  | 677              |
| 2020年（令和02年） |                  | 530              |

## 駅周辺
当駅は鞍手町東辺部に位置し町中心部から2km程離れた場所に存在する。駅前は民家が数軒ある程度で閑散としている。なお遠賀川に架かる橋梁（遠賀橋や中島橋など）の混雑緩和を目的とした「北九鞍手夢大橋」の建設を進め、2015年春に完成した。これにより鞍手町小牧地区と北九州市八幡西区楠橋地区とが直結され、八幡西区方面からも当駅が利用しやすくなった。
- 鞍手町役場
- 鞍手町立剣北小学校
- 鞍手町立剣南小学校
- 鞍手町立西川小学校
- 鞍手町立鞍手中学校
- 焼肉レストランふるの
- トライアル鞍手店
- ドン・キホーテ鞍手店
- サングリーン鞍手（産直施設）
- 直方警察署中山交番
- 直方警察署新北駐在所
- コメリ鞍手店
- スーパー川食鞍手店
- ナフコ鞍手店
- 鞍手町健康保養施設「くらじの郷」
- ムーンレイクゴルフクラブ鞍手コース
- 種善寺
- 福岡県道27号直方芦屋線
- 福岡県道29号直方宗像線
- 福岡県道55号宮田遠賀線
- 福岡県道98号中間宮田線
- 福岡県道293号新延中間線
- 福岡県道468号新延植木線
- 福岡県道472号直方鞍手線
- 鞍手町総合文化体育施設（歴史民俗博物館・石炭資料展示場・総合体育館・町立武道館・町立野球場）
- 九州自動車道鞍手インターチェンジ

## バス路線
- 鞍手町コミュニティバス「鞍手駅前」バス停
  - 「すまいるバス」として（「くらじの郷」経由宮田行き）「宮若線」・（「くらじの郷」行）「まちなか線」・「循環線」（古門コース、永谷コース）を運行。「くらじの郷」・「鞍手車庫」・「くらて病院前」の3バス停では西鉄バス筑豊の路線バス（68系統「中山中間線」と予約制デマンドタクシー「もやいタクシー長谷線」に各々接続し、鞍手町民に対しては相互乗継割引適用。但し「もやいタクシー」は鞍手町民のみ利用可[9]。

## 隣の駅
九州旅客鉄道（JR九州）
 福北ゆたか線（筑豊本線）
■快速（下りのみ運転）・■普通
筑前垣生駅（JC23） - 鞍手駅（JC22） - 筑前植木駅（JC21）